# ماريا بولياكوفا
ماريا يوريفنا بولياكوفا (الروسية: Мария Юрьевна Полякова، ولدت في 8 مايو 1997) لاعبة غطاسة روسية، هي بطلة ألعاب أوروبية وبطلة أوروبية. تنافست بولياكوفا أيضًا في الرابطة الوطنية لرياضة الجامعات للغطس لصالح جامعة كاليفورنيا، لوس أنجلوس بروينز، لتصبح أول بطلة وطنية في جامعة كاليفورنيا، لوس أنجلوس في الغطس للسيدات ، وتخرجت بصفتها صاحبة الرقم القياسي في الجامعة في كل من حدث 1 متر و 3 متر. حصلت على لقب باك-12 لغطس العام في عامي 2017 و 2019.
تأهلت بولياكوفا لدورة الألعاب الأولمبية الصيفية 2020.

## نشأتها
ولدت ماريا في 8 مايو 1997. كانت طالبة رياضية تخصصت في اللغويات في جامعة كاليفورنيا ، لوس أنجلوس ، وتخرجت في عام 2019.